# 瓦厝埔
瓦厝埔，是臺灣嘉義縣竹崎鄉的一個傳統地域名稱，位於該鄉中部略偏西。相較於今日行政區，其範圍大致包括龍山村不含南部凸出部分及其東側的南部邊界地帶、義隆村。

## 歷史
台灣日治初期，瓦厝埔地區為一街庄（舊制街庄），稱為「瓦厝埔庄」，隸屬於大目根堡。該庄北隔牛稠溪與覆鐤金庄、緞厝藔庄為鄰，東邊北側一小段隔牛稠溪支流崎腳溪與金獅藔庄為界，東邊、東南邊及南邊東段與樟樹坪庄為鄰，南邊西段為內埔仔庄，西邊為鹿蔴產庄、竹頭崎庄。
1901年（日治明治三十四年）11月11日，全台設置二十廳，該庄隸屬於嘉義廳。1904年（明治三十七年）2月15日，該庄編入「竹頭崎區」，隸屬於嘉義廳。1909年（明治四十二年）10月25日，全台整併二十廳為十二廳，該庄仍隸屬於嘉義廳。1910年（明治四十三年）1月18日，該庄改編入「鹿蔴產區」，仍隸屬於嘉義廳。
1920年（大正九年）10月1日，全台廢十二廳改設五州二廳，該庄改制為「瓦厝埔」大字，隸屬於臺南州嘉義郡竹崎庄（新制街庄）。
戰後竹崎庄改制為竹崎鄉，隸屬於臺南縣，大字亦改制為村。1950年（民國39年）10月，雲、嘉、南分治，竹崎鄉改隸屬於嘉義縣。

## 聚落
本地區發展較早的聚落有新社坑、山豬崙、水尾仔、枋仔林（義崎）、崁仔腳、瓦厝埔、三角仔、坪頂、崎腳、外藔等，在日治期初期的官方地圖上已有記載。此外，本地區尚有水道頭聚落。

## 交通
縣道166號是東石至瑞里的道路，經過本地區義崎、瓦厝埔、水道頭等聚落。由該道路西行可前往竹崎鄉竹崎市區、民雄鄉、新港鄉、六腳鄉、東石鄉，並止於縣道168號轉角路口；東行可前往梅山鄉的瑞里，並止於縣道162甲線路口。
鄉道嘉117線是木履寮至內埔的道路。
鄉道嘉117-1線是頂新社坑至溪洲的道路。
鄉道嘉118線是頂蘇至土豆寮的道路。

## 學校
- 龍山國小